# معرفة خاملة
المعرفة الخاملة هي المعلومات التي يمكن أن يعبر عنها الشخص ولكنه لا يستخدمها. ولا تحدث عملية الفهم من قبل المتعلمين إلى ذلك المدى الذي يمكن استخدام المعرفة من أجل حل المشكلات بشكل فعال في المواقف الواقعية.
وقد تم وصف هذه الظاهرة الخاصة بالمعرفة الخاملة للمرة الأولى في عام 1929 على يد ألفريد نورث وايتهيد:
ومن أمثلة المعرفة الخاملة الكلمات القادمة من المعارف الأجنبية التي تكون متاحة أثناء الاختبار، إلا أنها لا توجد في مواقف الاتصالات الفعلية.
ومن التفسيرات الخاصة بمشكلة المعرفة الخاملة هو أن الأشخاص دائمًا ما يقومون بترميز المعرفة في موقف خاص، بحيث تحدث التذكيرات التالية في المواقف المشابهة.
وفي المقابل، فإن ما يطلق عليه اسم المعرفة المشروطة هي المعرفة المرتبطة بشيء ما يشتمل كذلك على المعرفة فيما يتعلق بالسياقات التي تكون المعرفة مفيدة فيها.